# Didi Conn
Pour les articles homonymes, voir Conn.
Edith Bernstein, dite Didi Conn, née le 13 juillet 1951 à Brooklyn, New York, est une actrice américaine.

## Biographie
Edith Bernstein est née le 13 juillet 1951 à New York, dans le quartier de Brooklyn. Fille d'un psychologue clinicien et sœur d'un chanteur d'opéra (Richard Bernstein), elle étudie à la Midwood High School. 
Elle se marie une première fois en 1975 avec Franck Conn, de qui elle divorce en 1978. Elle se marie ensuite en 1982 avec le compositeur David Shire, avec qui elle a un fils, Daniel Shire, qui est autiste. Didi est aussi la belle-mère de Matthew Shire, un scénariste de Los Angeles.

## Rôles au cinéma et à la télévision
- 2016 : Grease: Live ! : Vi
- 2015 : Transparent : Joyce Feldman
- 2011 : Gigantic : elle-même
- 2010 : New York, unité spéciale : l'infirmière (saison 12, épisode 3)
- 2008 : New York, unité spéciale : l'infirmière (saison 10, épisode 8)
- 2008 : New York, unité spéciale : l'infirmière (saison 9, épisode 17)
- 2008 : Oh Baby! : maman de David
- 2006 : Helen at Risk : Helen
- 2003 : Stanley : Mme Goldberg (1 épisode, 2003)
- 2002 : Frida : Serveuse
- 2000 : Thomas and the Magic Railroad : Stacy Jones
- 1996 : The Flintstones Christmas in Bedrock (voix) : voix additionnelles
- 1994 : La Loi de Los Angeles : Mme Tressman (1 épisode, 1994)
- 1993 : A Flintstone Family Christmas (voix) : Stella
- 1990 : Shining Time Station: 'Tis a Gift : Stacy Jones
- 1989 : Shining Time Station : Stacy Jones (rôle principal de 1989 à 1995)
- 1989 : Mr. Jones and Friends (1 épisode, 1991)
- 1987 : Les Routes du paradis : Birdy Belker / Wanda ... (Ghost Rider / Tout ce qui brille - 1987)
- 1987 : Cagney et Lacey : Roswell (1 épisode, 1987)
- 1985 : Star Fairies (voix) : Spice
- 1985 : Hotel : Patty Maloney (1 épisode, 1985)
- 1984 : ABC Weekend Special : Fossettes (1 épisode, 1984) - Bad Cat (1984) épisode TV (voix) : Fossettes
- 1983 : La croisière s'amuse : Jenny (1 épisode, 1983)
- 1983: The Magic Show : Cal
- 1982 : Grease 2 : Frenchy
- 1982 : American Playhouse : réceptionniste (1 épisode, 1982)
- 1981 : Benson : Denise Florence Stevens Downey (72 épisodes, 1981-1984)
- 1981 : Violet : Violet
- 1980 : The Fonz and the Happy Days Gang : Cupcake (24 épisodes, 1980-1981)
- 1980 : Semi-Tough : Kiki (1 épisode, 1980)
- 1979 : Almost Summer : Donna DeVito
- 1978 : Grease : Frenchy
- 1978 : Murder at the Mardi Gras : Julie Evans
- 1978 : Three on a Date : Eve Harris
- 1977 : Un petit mélo dans la tête : Laurie Robinson
- 1977 : Raggedy Ann and Andy: A Musical Adventure (voix) : Raggedy Ann
- 1976 : The Practice : Bobby Donnell et Associés : Helen (18 épisodes, 1976–1977)
- 1975 : The Rookies : jeune femme (1 épisode, 1975)
- 1975 : Keep on Truckin’
- 1975 : Happy Days : Joyce (1 épisode, 1979)
- 1973 : Genesis II : actrice
- 1962 : Les Jetson : Voix additionnelles (épisodes inconnus)

## Sources
- Ressources relatives à l'audiovisuel :   - AllMovie
  - Allociné
  - Filmweb.pl
  - IMDb
- Ressources relatives au spectacle :   - Internet Broadway Database
  - Internet Off-Broadway Database
- Ressource relative à la musique :   - Discogs
- Notices d'autorité :   - VIAF
  - ISNI
  - LCCN
  - WorldCat
- Didi Conn Biography (1951-), filmreference.com
- I was the 'queen of denial' on autism, CNN.com, 1 avril 2009 (tribune)